# 난리났네 난리났어
난리났네 난리났어는 유 퀴즈 온 더 블럭의 스핀오프 프로그램이다.

## 출연진
- 유재석
- 조세호

## 제작진

### 연출
- 박근형, 이기연, 위승연, 김인식, 전영신, 강다연

### 작가
- 이언주, 조유림, 박승리, 손민이

## 시청률
| 회차 | 방송일   | AGB 시청률     |
| 회차 | 방송일   | 대한민국(전국) |
| ---- | -------- | -------------- |
| 1    | 1월 28일 | 3.7%           |
| 2    | 2월 4일  | 3.1%           |